# Gran Premio di Cina 2004
Il Gran Premio della Cina 2004 è stato un Gran Premio di Formula 1, disputato il 26 settembre sul nuovo circuito di Shanghai. La gara è stata vinta da Rubens Barrichello su Ferrari.

## Prima della gara
La Ford annuncia che l'intero reparto F1 è in vendita: oltre al team Jaguar vengono messi sul mercato la Cosworth e diverse altre società.
Jarno Trulli viene appiedato dalla Renault e sostituito da Jacques Villeneuve, il quale ritorna così alla guida di una monoposto dopo quasi un anno di inattività. Il licenziamento del pilota italiano è dovuto a screzi con il team manager Flavio Briatore, il quale gestiva anche la carriera del pilota abruzzese, e che aveva già da tempo firmato un contratto con la Toyota per il 2005.
Dopo avere saltato sei Gran Premi a causa dei postumi dell'incidente occorsogli al Gran Premio degli Stati Uniti, Ralf Schumacher torna alla guida della Williams.
Timo Glock riprende il posto di Giorgio Pantano alla Jordan. Il pilota italiano, di ritorno in Formula Indy, deluso dalla scarsa competitività della monoposto irlandese, rinuncia a partecipare agli ultimi tre Gran Premi della stagione, non pagando l'ultima rata prevista dal contratto.
La BAR del collaudatore Anthony Davidson scende in pista nelle prove libere con una speciale livrea gialloblù, ispirata a quella della Subaru Impreza 555 e che sostituisce il main sponsor stagionale Lucky Strike con State Express 555 (altro marchio della multinazionale British American Tobacco proprietaria del team angloamericano), con la volontà di utilizzarla per l'intero fine settimana cinese; tuttavia la cosa viene stoppata dalla Federazione sicché per qualifiche e gara, pur mantenendo la transitoria sponsorizzazione 555, viene ripristinata grossomodo la canonica livrea bianca della stagione.

## Qualifiche
Barrichello conquista la seconda pole position consecutiva dopo quella ottenuta a Monza, precedendo Räikkönen e Button. Sorprende il quarto posto di Massa, migliore prestazione in carriera per il pilota brasiliano, così come il quinto di Ralf Schumacher, appena rientrato dopo sei Gran Premi di assenza. Sesto è Alonso, davanti a Fisichella, Panis, Coulthard e Montoya. Sato, qualificatosi ottavo, viene retrocesso in diciottesima posizione per aver cambiato il motore; Michael Schumacher compie un testacoda durante il suo giro cronometrato e rientra ai box, dovendo così scattare dal fondo della griglia.

### Classifica
| Pos | No | Pilota               | Costruttore        | Tempo       | Distacco |
| --- | -- | -------------------- | ------------------ | ----------- | -------- |
| 1   | 2  | Rubens Barrichello   | Ferrari            | 1:34.012    |          |
| 2   | 6  | Kimi Räikkönen       | McLaren - Mercedes | 1:34.178    | +0.166   |
| 3   | 9  | Jenson Button        | BAR - Honda        | 1:34.295    | +0.283   |
| 4   | 12 | Felipe Massa         | Sauber - Petronas  | 1:34.759    | +0.747   |
| 5   | 4  | Ralf Schumacher      | Williams - BMW     | 1:34.891    | +0.879   |
| 6   | 8  | Fernando Alonso      | Renault            | 1:34.917    | +0.905   |
| 7   | 11 | Giancarlo Fisichella | Sauber - Petronas  | 1.34.951    | +0.939   |
| 8   | 17 | Olivier Panis        | Toyota             | 1:34.975    | +0.963   |
| 9   | 5  | David Coulthard      | McLaren - Mercedes | 1:35.029    | +1.017   |
| 10  | 3  | Juan Pablo Montoya   | Williams - BMW     | 1:35.245    | +1.233   |
| 11  | 14 | Mark Webber          | Jaguar - Cosworth  | 1:35.286    | +1.274   |
| 12  | 7  | Jacques Villeneuve   | Renault            | 1:35.384    | +1.372   |
| 13  | 16 | Ricardo Zonta        | Toyota             | 1:35.410    | +1.398   |
| 14  | 18 | Nick Heidfeld        | Jordan - Cosworth  | 1:36.507    | +2.495   |
| 15  | 15 | Christian Klien      | Jaguar - Cosworth  | 1:36.535    | +2.523   |
| 16  | 19 | Timo Glock           | Jordan - Cosworth  | 1:37.140    | +3.128   |
| 17  | 20 | Gianmaria Bruni      | Minardi - Cosworth | Senza tempo | /        |
| 18  | 10 | Takuma Satō          | BAR - Honda        | 1:34.993    | +0.981   |
| 19  | 21 | Zsolt Baumgartner    | Minardi - Cosworth | 1:40.240    | +        |
| 20  | 1  | Michael Schumacher   | Ferrari            | Senza tempo | /        |

## Gara

### Resoconto
Al via, Barrichello e Räikkönen mantengono la testa della corsa; si inserisce alle loro spalle Alonso, mentre Button scivola al quinto posto, sopravanzato anche da Massa. L'inglese recupera la posizione sul pilota della Sauber nel corso del terzo giro, dopo un intenso duello; una tornata più tardi Massa viene sopravanzato anche da Fisichella e Ralf Schumacher. Nel frattempo, fatica parecchio a rimontare Michael Schumacher, bloccato in diciassettesima posizione dietro alla Toyota di Panis, partito malissimo per un problema al launch control. Al sesto passaggio, Button supera anche Alonso, portandosi in terza posizione; il pilota della BAR fa subito segnare il giro più veloce in gara. Dopo dieci giri di gara, Massa apre la prima serie di pit stop; poco dopo, Michael Schumacher si tocca con Klien durante un tentativo di sorpasso ai danni dell'austriaco.
Schumacher prosegue, mentre Klien si deve ritirare con una sospensione danneggiata. Barrichello e Räikkönen riforniscono insieme al 12º passaggio; il brasiliano tiene dietro il rivale. Alonso e Button restano in pista rispettivamente una e due tornate più a lungo, mantenendo la quarta e la terza posizione. Più indietro Michael Schumacher, che stava spingendo al massimo per tentare di rimontare, finisce in testacoda, perdendo parecchio tempo; il pilota tedesco è l'ultimo a rifornire, nel corso del 20º passaggio, dopo aver passato sia Fisichella che il fratello.
In testa alla corsa, Barrichello fatica a contenere Räikkönen; il margine del ferrarista sul finlandese resta stabilmente sotto il secondo. In terza posizione segue, un po' più staccato, Button; il pilota inglese è però partito con una strategia sulle due soste, contro le tre dei rivali. Alonso conserva il suo quarto posto, precedendo Ralf Schumacher, Fisichella e Coulthard. Räikkönen rifornisce per la seconda volta al 27º giro; quando anche Barrichello effettua la sua seconda sosta ai box, due tornate più tardi, il suo vantaggio sul finlandese è aumentato. Passa quindi in testa Button, che rifornisce al 35º giro. Nello stesso momento, Michael Schumacher fora una gomma, perdendo ancora più terreno rispetto alla testa della corsa.
Al 36º passaggio, Räikkönen effettua la sua terza ed ultima sosta ai box, anticipandola nel tentativo di sopravanzare Barrichello; il finlandese torna però in pista alle spalle di Button, in terza posizione. Una tornata più tardi, Coulthard e Ralf Schumacher vengono a contatto mentre lottavano per la settima posizione; lo scozzese sperona il pilota della Williams ed entrambi sono costretti ai box, Coulthard per sostituire una gomma forata e Ralf Schumacher per effettuare dei controlli. Il pilota tedesco rientra però ai box proprio mentre la sua squadra sta aspettando Montoya; Schumacher perde perciò due giri e, dopo aver effettuato un giro di prova, torna definitivamente ai box.
Nel frattempo, Barrichello spinge al massimo per aumentare il più possibile il proprio vantaggio su Button; quando il brasiliano rifornisce, nel corso del 42º passaggio, il pilota della BAR resta alle sue spalle. Negli ultimi giri Barrichello gestisce il proprio vantaggio sugli inseguitori, che si avvicinano al ferrarista ma non lo insidiano mai seriamente. Barrichello ottiene quindi la seconda vittoria consecutiva, davanti a Button, Räikkönen, Alonso, Montoya, Sato, Fisichella e Massa; Villeneuve, al ritorno dopo un anno di inattività, conquista solo l'undicesimo posto, concludendo davanti a Michael Schumacher. Nella lotta per il secondo posto nel Campionato Costruttori, la BAR guadagna altri punti sulla Renault, dopo averla superata in classifica nel Gran Premio precedente.

### Risultati
| Pos      | No | Pilota               | Costruttore        | Giri | Tempo/Ritiro e posizione al ritiro | Partenza | Punti |
| -------- | -- | -------------------- | ------------------ | ---- | ---------------------------------- | -------- | ----- |
| 1        | 2  | Rubens Barrichello   | Ferrari            | 56   | 1:29:12.420                        | 1        | 10    |
| 2        | 9  | Jenson Button        | BAR - Honda        | 56   | +1.035                             | 3        | 8     |
| 3        | 6  | Kimi Räikkönen       | McLaren - Mercedes | 56   | +1.469                             | 2        | 6     |
| 4        | 8  | Fernando Alonso      | Renault            | 56   | +32.510                            | 6        | 5     |
| 5        | 3  | Juan Pablo Montoya   | Williams - BMW     | 56   | +45.193                            | 10       | 4     |
| 6        | 10 | Takuma Satō          | BAR - Honda        | 56   | +54.791                            | 18       | 3     |
| 7        | 11 | Giancarlo Fisichella | Sauber - Petronas  | 56   | +1:05.464                          | 8        | 2     |
| 8        | 12 | Felipe Massa         | Sauber - Petronas  | 56   | +1:20.080                          | 4        | 1     |
| 9        | 5  | David Coulthard      | McLaren - Mercedes | 56   | +1:20.619                          | 9        |       |
| 10       | 14 | Mark Webber          | Jaguar - Cosworth  | 55   | +1 giro                            | 11       |       |
| 11       | 7  | Jacques Villeneuve   | Renault            | 55   | +1 giro                            | 12       |       |
| 12       | 1  | Michael Schumacher   | Ferrari            | 55   | +1 giro                            | 20       |       |
| 13       | 18 | Nick Heidfeld        | Jordan - Cosworth  | 55   | +1 giro                            | 14       |       |
| 14       | 17 | Olivier Panis        | Toyota             | 55   | +1 giro                            | 8        |       |
| 15       | 19 | Timo Glock           | Jordan - Cosworth  | 55   | +1 giro                            | 16       |       |
| 16       | 21 | Zsolt Baumgartner    | Minardi - Cosworth | 53   | +3 giri                            | 19       |       |
| Ritirato | 20 | Gianmaria Bruni      | Minardi - Cosworth | 36   | Perdita ruota (17°)                | 17       |       |
| Ritirato | 4  | Ralf Schumacher      | Williams - BMW     | 37   | Ritiro volontario                  | 5        |       |
| Ritirato | 16 | Ricardo Zonta        | Toyota             | 35   | Cambio (9°)                        | 13       |       |
| Ritirato | 15 | Christian Klien      | Jaguar - Cosworth  | 11   | Collisione con M.Schumacher (15°)  | 15       |       |

## Classifiche

### Piloti
| Pos. | Pilota               | Punti |
| ---- | -------------------- | ----- |
| 1    | Michael Schumacher   | 136   |
| 2    | Rubens Barrichello   | 108   |
| 3    | Jenson Button        | 79    |
| 4    | Fernando Alonso      | 50    |
| 5    | Jarno Trulli         | 46    |
| 6    | Juan Pablo Montoya   | 46    |
| 7    | Kimi Räikkönen       | 34    |
| 8    | Takuma Satō          | 26    |
| 9    | David Coulthard      | 24    |
| 10   | Giancarlo Fisichella | 21    |
| 11   | Ralf Schumacher      | 12    |
| 12   | Felipe Massa         | 11    |
| 13   | Mark Webber          | 7     |
| 14   | Olivier Panis        | 6     |
| 14   | Antônio Pizzonia     | 6     |
| 16   | Christian Klien      | 3     |
| 16   | Cristiano da Matta   | 3     |
| 16   | Nick Heidfeld        | 3     |
| 19   | Timo Glock           | 2     |
| 20   | Zsolt Baumgartner    | 1     |

### Costruttori
| Pos. | Team               | Punti |
| ---- | ------------------ | ----- |
| 1    | Ferrari            | 244   |
| 2    | BAR - Honda        | 105   |
| 3    | Renault            | 96    |
| 4    | Williams - BMW     | 64    |
| 5    | McLaren - Mercedes | 58    |
| 6    | Sauber - Petronas  | 32    |
| 7    | Jaguar - Cosworth  | 10    |
| 8    | Toyota             | 8     |
| 9    | Jordan - Cosworth  | 5     |
| 10   | Minardi - Cosworth | 1     |